# Eric Copeland

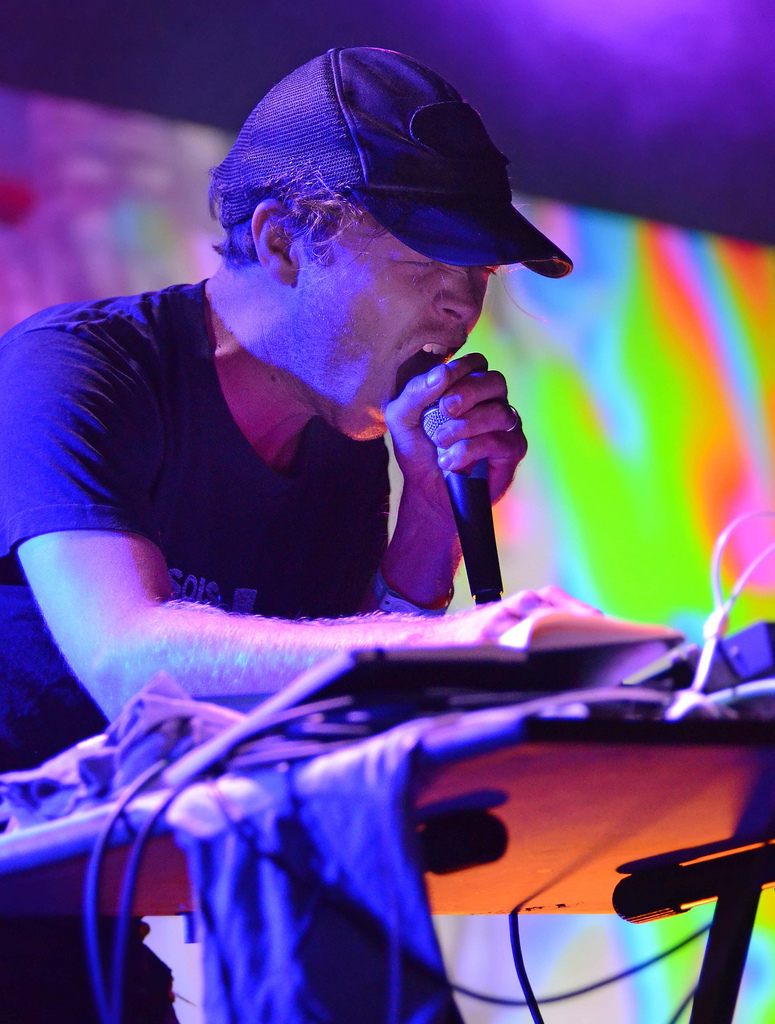
Eric Copeland under en livespelning 2011

Eric Copeland är en experimentell musiker med bas i New York. Han är medlem i musikgruppen Black Dice och i duon Terrestrial Tones tillsammans med Avey Tare.
2007 släppte han sitt första soloalbum, Hermaphrodite, på Paw Tracks. Hans nästa soloalbum, Alien in a Garbage Dump, släpptes 2009 och innehåller låtar från de tidigare utgivna EP-skivorna Alien in a Garbage Dump och Al Anon. Hans tredje soloalbum, Strange Days, släpptes 2010 på enbart 500 exemplar och 2011 släpptes hans fjärde soloalbum, Waco Taco Combo.

## Diskografi
En lista över Eric Copelands utgivna material med skivbolag inom parentes.

### Studioalbum
- 2007 – Hermaphrodite (Paw Tracks)
- 2009 – Alien in a Garbage Dump (Paw Tracks)
- 2010 – Strange Days (PPM Records)
- 2011 – Waco Taco Combo (Escho)
- 2012 – Limbo (Underwater Peoples)
- 2013 – Joke in the Hole (DFA Records)
- 2015 – Jesus Freak (L.I.E.S)
- 2016 – Black Bubblegum (DFA Records)
- 2016 – Courtesy, Professionalism, Respect (L.I.E.S)
- 2017 – Goofballs (DFA Records)
- 2018 – Trogg Modal, Vol. 1 (DFA Records)
- 2019 – Trogg Modal Vol. 2 (DFA Records)
- 2020 – Dumb It Down (PPM Records)

### EP-skivor
- 2008 – Alien in a Garbage Dump EP (Paw Tracks)
- 2009 – Al Anon (Catsup Plate)
- 2009 – Rgag EP (självutgiven)
- 2014 – Logo My Ego (L.I.E.S.)
- 2014 – Ms Pretzel (DFA)

### Singlar
- 2009 – "Alladin" 7" (Fusetron)
- 2010 – "Doo Doo Run" 7" (PPM Records)
- 2010 – "Puerto Rican" 7" (PPM Records)
- 2011 – "Whorehouse Blues" 7" (PPM Records)
- 2012 – "Car Alarm" 7" (PPM Records)
- 2012 – "B.Y.O.B." 7" (EAC)
- 2012 – "Get Along" 7" (PPM Records)
- 2012 – "Flushing Meats" 7" (Calico Corp)
- 2013 – "Masterbater" (DFA)